# Бут, Том
То́мас Э́двард Бут (англ. Thomas Edward Booth), более известный как Том Бут (англ. Tom Booth; 25 апреля 1874 — 7 сентября 1939) — английский футболист, хавбек. Выступал за футбольные клубы «Блэкберн Роверс», «Эвертон», «Престон Норт Энд» и «Карлайл Юнайтед», также провёл два матча за национальную сборную Англии.

## Футбольная карьера
Уроженец Ардуика, Бут начал футбольную карьеру в юношеских командах «Хули Хилл» и «Аштон Норт Энд». В мае 1896 года присоединился к клубу «Блэкберн Роверс», где был «надёжным центр[альным хав]беком».
В ноябре 1897 года Бут дебютировал за сборную Футбольной лиги в матче против сборной Ирландской лиги на стадионе «Хайд Роуд», в котором его команда одержала победу со счётом 8:1.
28 марта 1898 года дебютировал за национальную сборную Англии в матче Домашнего чемпионата против сборной Уэльсана стадионе «Рейскорс Граунд» в Рексеме, выйдя на позиции центрального хавбека. Англичане одержали в том матче победу со счётом 3:2.
В 1900 году «Блэкберн Роверс» столкнулся с финансовыми проблемами, после чего руководство клуба решило продать часть игроков, включая Тома Бута. С 1896 по 1900 год он провёл за «Блэкберн Роверс» 111 матчей и забил 10 голов в рамках Футбольной лиги.
9 мая 1900 года Бут перешёл в «Эвертон». Дебютировал за «ирисок» 3 сентября 1900 года в матче против «Престон Норт Энд».
4 апреля 1903 года провёл свой второй (и последний) матч за сборную Англии, выйдя на поле «Брэмолл Лейн» в матче против сборной Шотландии. Англичане проиграли тот матч со счётом 1:2.
В сезонах 1901/02 и 1904/05 Бут помог «ирискам» выиграть чемпионский титул. В сезоне 1905/06 Бут помог команде выиграть Кубок Англии. Он забивал в четвёртом раунде игре против «Уэнсдей», хотя в победном финале против «Ньюкасл Юнайтед» не принял участия из-за травмы.
Бут выступал за «Эвертон» с 1900 по 1908 год, проведя за это время 185 матчей и забив 11 голов. С 1901 по 1904 год был капитаном «ирисок».
В 1908 году перешёл в «Престон Норт Энд», но вскоре покинул команду, не сыграв за неё ни одного матча, и присоединился к клубу «Карлайл Юнайтед». В 1909 году завершил футбольную карьеру.

## Достижения
«Эвертон»
- Чемпион Англии: 1901/02, 1904/05
- Обладатель Кубка Англии: 1905/06

Сборная Англии
- Победитель Домашнего чемпионата Великобритании: 1898, 1903 (разделённая победа)